# Scopula iranaria
Scopula iranaria là một loài bướm đêm trong họ Geometridae.